# 위험한 상견례 2
"위험한 상견례 2"는 2015년에 개봉한 대한민국의 영화이다.

## 주제가
홍종현,진세연:평생 너만

## 캐스팅
- 진세연 : 박영희 역
- 홍종현 : 한철수 역
- 신정근 : 한달식 역
- 전수경 : 조강자 역
- 김응수 : 박만춘 역
- 박은혜 : 박영미 역
- 김도연 : 박영숙 역
- 김동균 : 박성진 역
- 박두식 : 민구 역
- 장세현 : 김현우 역
- 배진웅 : 다빈치 남 역
- 조용재 : 마약남 2 역
- 전헌태 : 경호원 역
- 이규호 : 백두급 역
- 문일택 : 달식변장경찰 역
- 박진수 : 형사 1 역
- 문태수 : 고시원 옆방남 역
- 최준호 : 감식반 팀원 4 역
- 김준호 : 아지트 MC 역 (우정출연)
- 김양우 : 마약남 1 역 (우정출연)
- 이철민 : 택배남 역 (우정출연)
- 정성화 : 취객 역 (우정출연)
- 김선영 : 상담 여교사 역 (우정출연)
- 안창화 : 택배남 동료 1 역 (우정출연)
- 이준혁 : 택배남 동료 2 역 (우정출연)
- 서예화 : 싸움녀 역 (우정출연)
- 박상혁 : 선술집남 역 (우정출연)
- 김수미 : 백발할머니 역 (특별출연)
- 이정섭 : 광땡 역 (특별출연)
- 정명호 : 시식남 역 (특별출연)
- 정은선 : 대통령 역 (특별출연)